# Плошвілл (Луїзіана)
Плошвілл (англ. Plaucheville) — селище (англ. village) в США, в окрузі Авуаель штату Луїзіана. Населення — 221 особа (2020).

## Географія
Плошвілл розташований за координатами 30°57′53″ пн. ш. 91°59′1″ зх. д. / 30.96472° пн. ш. 91.98361° зх. д. (30.964692, -91.983655).  За даними Бюро перепису населення США в 2010 році селище мало площу 3,92 км², уся площа — суходіл.

## Демографія
Згідно з переписом 2010 року, у селищі мешкало 248 осіб у 116 домогосподарствах у складі 72 родин. Густота населення становила 63 особи/км².  Було 128 помешкань (33/км²).
Расовий склад населення:
| - 93,1 % — білих - 3,2 % — корінних американців - 0,8 % — чорних або афроамериканців - 0,4 % — азіатів |

До двох чи більше рас належало 2,0 %. Частка іспаномовних становила 1,6 % від усіх жителів.
За віковим діапазоном населення розподілялося таким чином: 19,0 % — особи молодші 18 років, 61,2 % — особи у віці 18—64 років, 19,8 % — особи у віці 65 років та старші. Медіана віку мешканця становила 47,5 року. На 100 осіб жіночої статі у селищі припадало 79,7 чоловіків;  на 100 жінок у віці від 18 років та старших — 86,1 чоловіків також старших 18 років.
Середній дохід на одне домашнє господарство  становив 62 767 доларів США (медіана — 33 750), а середній дохід на одну сім'ю — 100 407 доларів (медіана — 62 917). За межею бідності перебувало 20,8 % осіб, у тому числі 0,0 % дітей у віці до 18 років та 17,6 % осіб у віці 65 років та старших.
Цивільне працевлаштоване населення становило 71 особа. Основні галузі зайнятості: освіта, охорона здоров'я та соціальна допомога — 39,4 %, роздрібна торгівля — 19,7 %, сільське господарство, лісництво, риболовля — 14,1 %.